# Долня Брига
Долня Брига (словен. Dolnja Briga) — поселення в общині Кочев'є, регіон Південно-Східна Словенія, Словенія. Висота над рівнем моря: 610,6 м.